# Artvin
Artvin es una ciudad y un distrito, así como la capital de la provincia de Artvin. Se encuentra al noreste de Turquía, junto al río Çoruh, cerca de la frontera con Georgia. Tiene una población de 25 771 hab.  (2012).

## Geografía
Artvin se encuentra situada en la ladera de una montaña sobre el río Çoruh, a la que se accede por una carretera de 5 km. El paraje circundante se compone de bosques, cascadas, lagos, montañas y mesetas altas , como la de Kafkasör.  
El clima es húmedo, con gran influencia del cercano mar Negro.

## Historia

### Eparquía titular de Artvin de los armenios
Artículo principal: Eparquía titular de Artvin de los armenios
Después de la guerra ruso-turca (1828-1829) toda la provincia de Artvin quedó bajo el dominio del Imperio ruso, aunque Turquía recuperó luego Artvin, que la volvió a perder en la guerra ruso-turca (1877-1878).
Al estallar la Primera Guerra Mundial en 1914 el Imperio otomano ocupó Artvin y ejecutó también allí el genocidio de la población armenia, antes de entregar nuevamente la ciudad a Rusia en enero de 1915. Los rusos se retiraron de Artvin después de la Revolución rusa de 1917 y cambió de mano de nuevo en los tratados de Brest-Litovsk y Moscú. El flujo de inmigrantes armenios a la Rusia cristiana se incrementó y algunos de los fieles pudieron refugiarse en el sur de Armenia y de Georgia. Entre 1918 y 1921 Artvin estuvo bajo control de la República Democrática de Georgia, antes de ser cedida a Turquía por el Tratado de Kars, emigrando el resto de la población armenia a Georgia, Abjasia y Armenia.

## Artvin en la actualidad

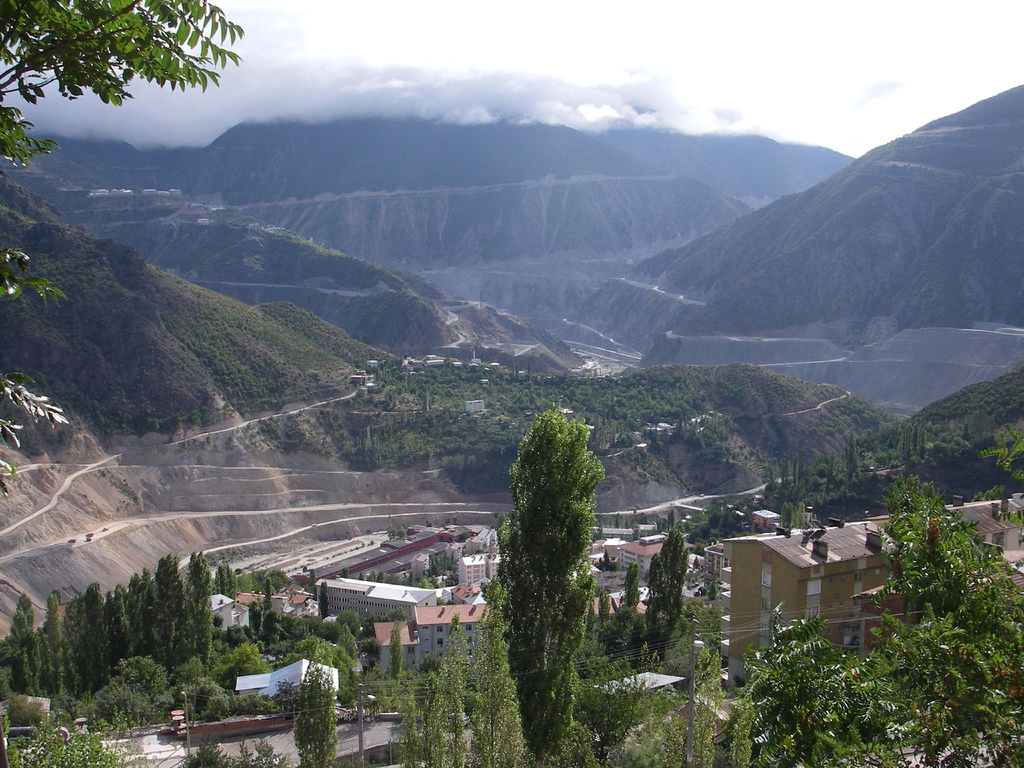
Vista de Artvin.

Al igual que la mayoría de las ciudades turcas, desde la década de los 1970, Artvin ha sido escenario de la construcción descontrolada de bloques de apartamentos de hormigón y oficinas gubernamentales, por lo que ha perdido parte de su atractivo histórico. Sin embargo, la ubicación de la ciudad impide que pueda crecer en exceso, por lo que mantiene un ambiente de ciudad pequeña.
Antes de la I Guerra Mundial, había numerosos armenios en Artvin. Hoy en día, la población está muy mezclada y se compone de turcos, georgianos y lazes.
| Año       | 1985   | 1990   | 1997   | 2000   |        |
| Población | 18.720 | 20.306 | 20.073 | 23.157 | 25.771 |

## Lugares de interés
- Castillo de Artvin o Livana (Livane), construido en el año 937.

Existen diferentes edificaciones otomanas, entre ellas:
- La mezquita Salih Bey, construida en 1792.
- La fuente de Çelebi Efendi, construida en 1783.

En los alrededores se puede practicar la escalada y el senderismo. También se celebran luchas de toros.